# 怀特 (南达科他州)
怀特（英語：White）是美国南达科他州下属的一座城市。根据2010年美国人口普查，该市有人口488人。论人口在本州排行第118。